# الیکایی‌های آند
الیکایی‌های آند (نام علمی: Cinnycerthia) نام یک سرده از تیره الیکایی است.